# 迈斯泰格涅
迈斯泰格涅，是匈牙利绍莫吉州所辖的一个村。总面积44.71平方公里，总人口1409，人口密度31.5人/平方公里（2011年1月1日）。